# Nódulo radicular

Un esquema simplificado de la relación entre la planta y las bacterias simbióticas (cian) en los nódulos radiculares.

Los nódulos radiculares o radicales son estructuras vegetales presentes en las raíces de plantas, principalmente leguminosas, que forman simbiosis con bacterias fijadoras de nitrógeno. Bajo condiciones limitantes de nitrógeno, las plantas capaces forman una relación simbiótica con un tipo específico de bacterias conocidas como rizobios. Este proceso ha evolucionado dentro de las leguminosas, así como en otras especies de rósidas. Algunos ejemplares que poseen nódulos radiculares incluyen alubias, guisantes y sojas.
Dentro de los nódulos radiculares de las leguminosas, el gas nitrógeno (N2) de la atmósfera se convierte en amoníaco (NH3), que luego se asimila en aminoácidos (los componentes básicos de las proteínas), nucleótidos (los componentes básicos del ADN y ARN, así como la importante molécula de energía ATP) y otros constituyentes celulares como vitaminas, flavonas y hormonas. Su capacidad para fijar nitrógeno gaseoso convierte a las leguminosas en un producto agrícola ideal, ya que se reduce su necesidad de fertilizantes nitrogenados. De hecho, el alto contenido de nitrógeno bloquea el desarrollo de nódulos ya que no hay ningún beneficio para la planta de formar la simbiosis. La energía para dividir el gas nitrógeno en el nódulo proviene del azúcar que se transloca de la hoja (producto de la fotosíntesis). El malato como producto de la descomposición de la sacarosa es la fuente directa de carbono del bacterioide. La fijación de nitrógeno en el nódulo es muy sensible al oxígeno. Los nódulos de leguminosas albergan una proteína que contiene hierro llamada leghemoglobina, estrechamente relacionada con la mioglobina animal, para facilitar la difusión del gas oxígeno utilizado en la respiración.

## Simbiosis

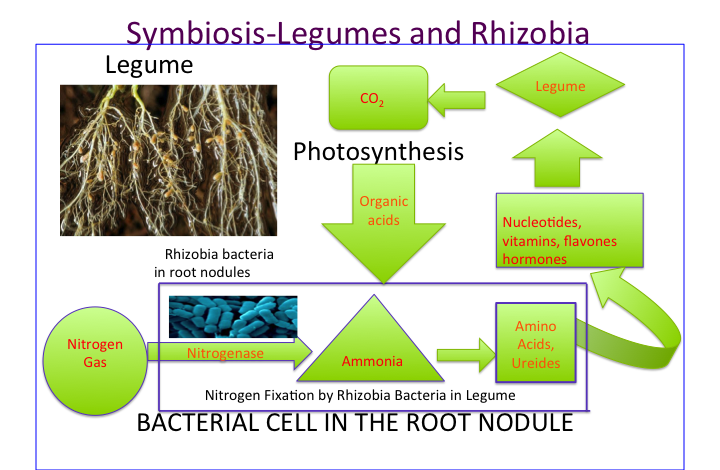
El nitrógeno es el nutriente limitante más común en las plantas. Las legumbres utilizan bacterias fijadoras de nitrógeno, específicamente bacterias rizobios simbióticas, dentro de sus nódulos de raíz para contrarrestar la limitación. Las bacterias rizobios convierten el gas nitrógeno (N_{2}) en amoníaco (NH_{3}) en un proceso llamado fijación de nitrógeno. Luego, el amoníaco se asimila en nucleótidos, aminoácidos, vitaminas y flavonas que son esenciales para el crecimiento de la planta. Las células de la raíz de la planta convierten el azúcar en ácidos orgánicos que luego se suministran a los rizobios a cambio, de ahí una relación simbiótica entre los rizobios y las legumbres.

### Familia de leguminosas
Las plantas que contribuyen a la fijación de nitrógeno incluyen la familia de las leguminosas. – Fabaceae – con taxones como kudzu, tréboles, soja, alfalfa, altramuces, maní y rooibos. Contienen bacterias simbióticas llamadas rizobios dentro de los nódulos, que producen compuestos de nitrógeno que ayudan a la planta a crecer y competir con otras plantas. Cuando la planta muere, se libera el nitrógeno fijo, poniéndolo a disposición de otras plantas y esto ayuda a fertilizar el suelo. La gran mayoría de las leguminosas tienen esta asociación, pero algunos géneros (por ejemplo, Styphnolobium) no la tienen. En muchas prácticas agrícolas tradicionales, los campos se rotan a través de varios tipos de cultivos, que generalmente incluyen uno que consiste principalmente o completamente en trébol, para aprovechar esto.

### No leguminosas
Aunque, con mucho, la mayoría de las plantas capaces de formar nódulos radiculares fijadoras de nitrógeno pertenecen a la familia de las fabáceas, existen algunas excepciones:
- Parasponia, un género tropical de las Cannabaceae que también puede interactuar con los rizobios y formar nódulos fijadores de nitrógeno[6]
- Plantas actinoricicas como el aliso y el arándano también pueden formar nódulos fijadores de nitrógeno, gracias a una asociación simbiótica con la bacteria Frankia. Estas plantas pertenecen a 25 géneros[7] distribuidos en 8 familias de plantas.

La capacidad de fijar nitrógeno está lejos de estar presente universalmente en estas familias. Por ejemplo, de 122 géneros en las rosáceas, solo 4 géneros son capaces de fijar nitrógeno. Todas estas familias pertenecen a los órdenes Cucurbitales, Fagales y Rosales, que junto con los Fabales forman un clado de Rosidae. En este clado, Fabales fue el primer linaje en ramificarse; por tanto, la capacidad de fijar nitrógeno puede ser plesiomórfica y posteriormente perderse en la mayoría de los descendientes de la planta fijadora de nitrógeno original; sin embargo, puede ser que los requisitos genéticos y fisiológicos básicos estuvieran presentes en un estado incipiente en los últimos ancestros comunes de todas estas plantas, pero solo evolucionaron para funcionar plenamente en algunas de ellas:
| Familia: Género Betulaceae : Alnus (alisos) Cannabaceae : Trema Casuarinaceae : Alocasuarina Casuarina Ceutostoma Gimnostoma | . | Coriariaceae : Coriaria Datiscaceae : Datisca Elaeagnaceae : Elaeagnus (olivillos) Hippophae (espinos amarillos) Shepherdia (bayas de búfalo) | . | Myricaceae : Comptonia (helecho dulce) Morella Myrica (arándanos) | . | Rhamnaceae : Ceanothus Colletia Discaria Kentrothamnus Retanilla Talguenea Trevoa | . | Rosáceas : Cercocarpus Chamaebatia Dryas Purshia / Cowania |

## Clasificación

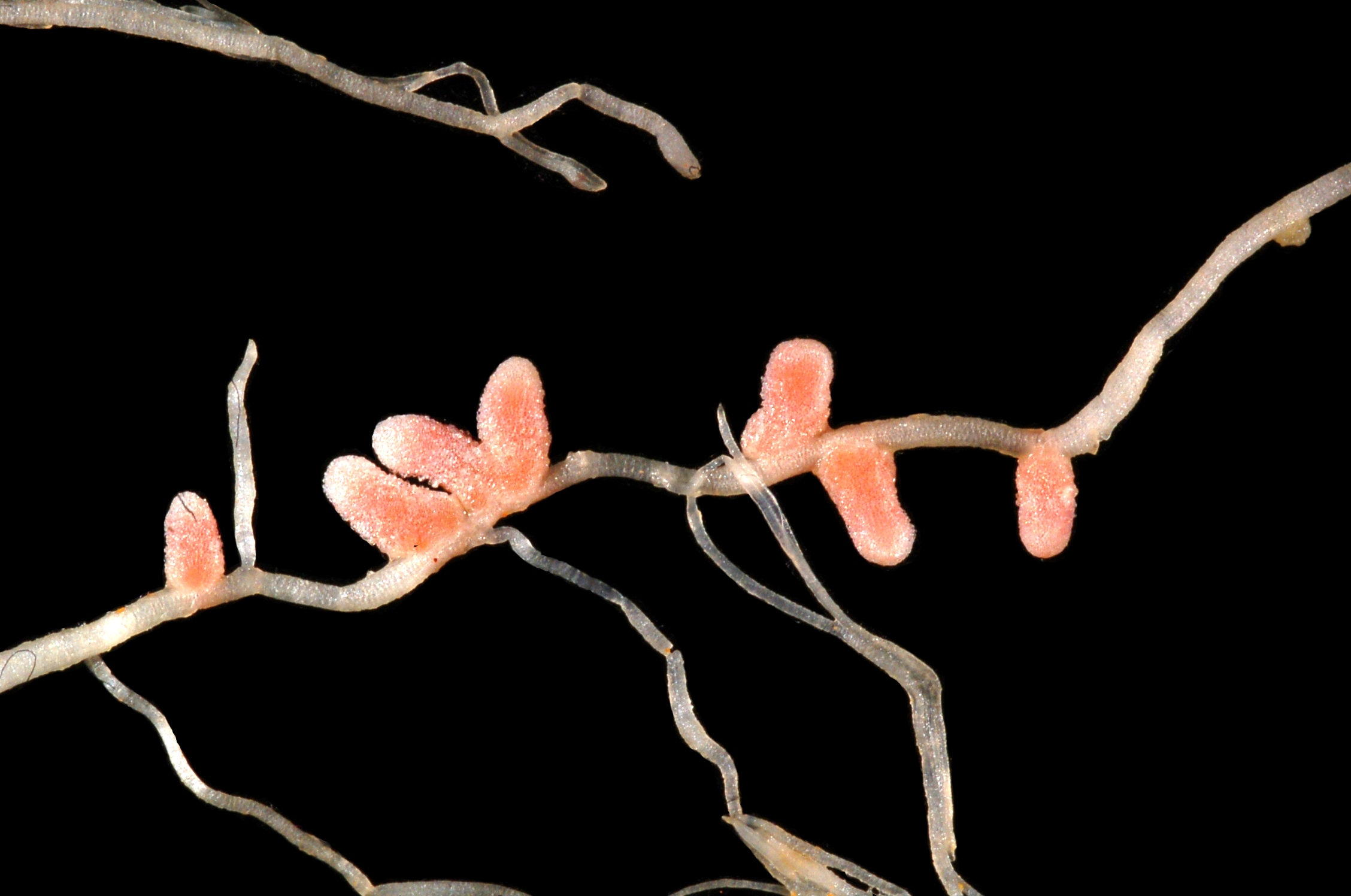
Nódulos indeterminados que crecen en las raíces de Medicago italica

Se han descrito dos tipos principales de nódulos: determinados e indeterminados.
Se encuentran nódulos determinados en ciertas tribus de leguminosas tropicales, como las de los géneros Glycine (soja), Phaseolus (frijol común) y Vigna, y en algunas legumbres de clima templado como Lotus. Estos nódulos determinados pierden actividad meristemática poco después de la iniciación, por lo que el crecimiento se debe a la expansión celular que da lugar a nódulos maduros que son de forma esférica. Otro tipo de nódulo determinado se encuentra en una amplia gama de hierbas, arbustos y árboles, como Arachis (maní). Estos siempre están asociados con las axilas de raíces laterales o adventicias y se forman después de la infección a través de grietas donde estas raíces emergen y no utilizan pelos radiculares. Su estructura interna es bastante diferente a la del tipo de nódulo de la soja.
Los nódulos indeterminados se encuentran en la mayoría de las leguminosas de las tres subfamilias, ya sea en las regiones templadas o en los trópicos. Se pueden ver en leguminosas Faboideae como Pisum (guisante), Medicago (alfalfa), Trifolium (trébol) y Vicia (arveja) y en todas las leguminosas mimosoides como las acacias, las pocas leguminosas cesalpinioides noduladas como la Chamaecrista fasciculata. Se ganaron el nombre de "indeterminados" porque mantienen una meristema apical activa que produce nuevas células para el crecimiento durante la vida del nódulo. Esto da como resultado que el nódulo tenga una forma generalmente cilíndrica, que puede estar muy ramificada. Debido a que están creciendo activamente, los nódulos indeterminados manifiestan zonas que demarcan diferentes etapas de desarrollo/simbiosis:

Diagrama que ilustra las diferentes zonas de un nódulo radicular indeterminado (ver texto).

Zona I: el meristemo activo. Aquí es donde se forma nuevo tejido de nódulo que luego se diferenciará en las otras zonas del nódulo.
Zona II: la zona de infección. Esta zona está impregnada de hilos de infección llenos de bacterias. Las células vegetales son más grandes que en la zona anterior y se detiene la división celular.
Interzona II-III: aquí las bacterias han entrado en las células vegetales, que contienen amiloplastos. Se alargan y comienzan a diferenciarse terminalmente en bacteroides simbióticos fijadores de nitrógeno.
Zona III: la zona de fijación de nitrógeno. Cada celda de esta zona contiene una gran vacuola central y el citoplasma está lleno de bacteroides completamente diferenciados que fijan nitrógeno activamente. La planta proporciona leghemoglobina a estas células, lo que da como resultado un distintivo color rosado.
Zona IV: la zona senescente. Aquí se degradan las células vegetales y su contenido de bacteroides. La descomposición del componente hemo de la leghemoglobina da como resultado un enverdecimiento visible en la base del nódulo.

## Nodulación

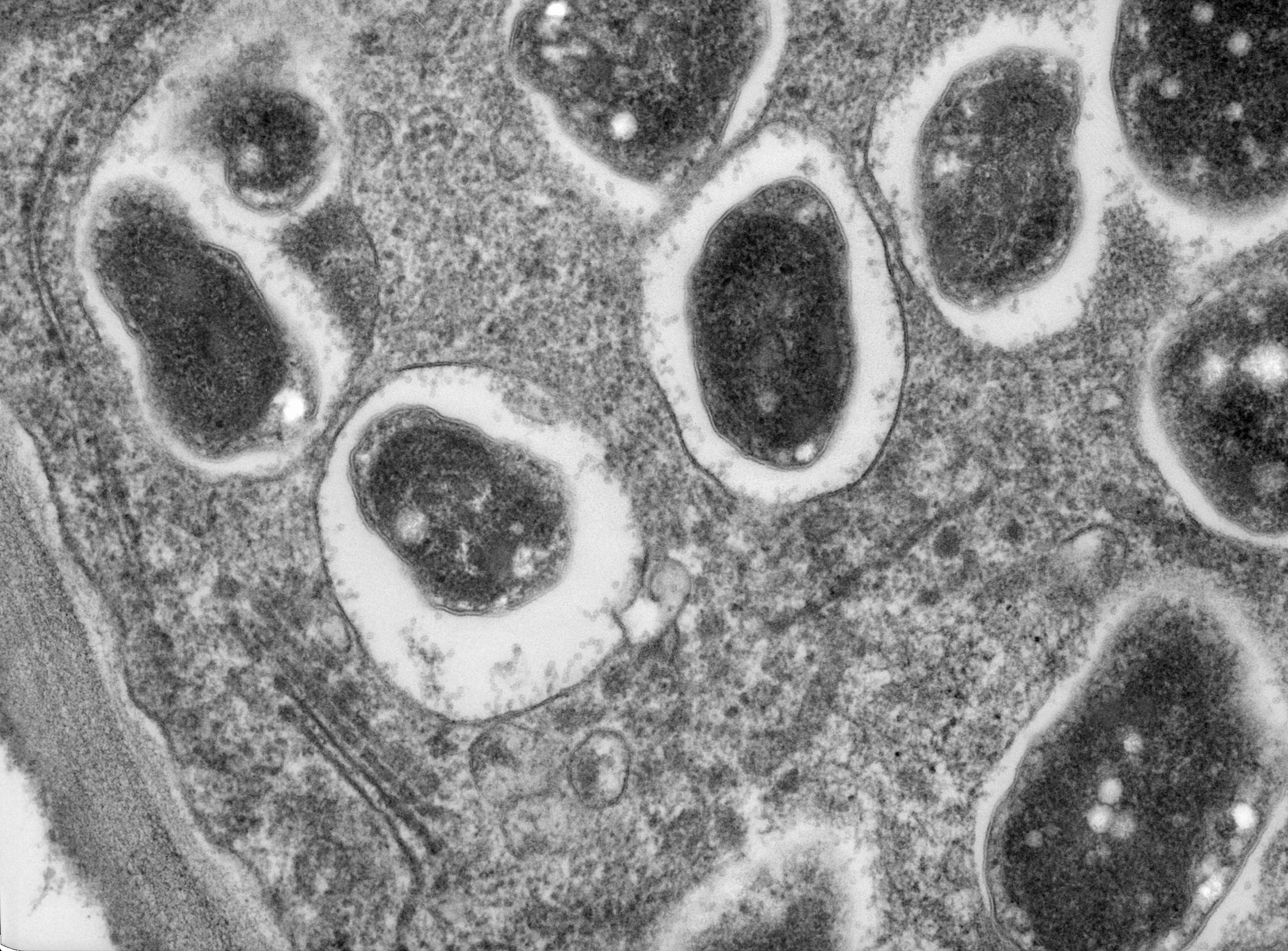
Sección transversal de un nódulo radicular de soja. La bacteria, Bradyrhizobium japonicum, coloniza las raíces y establece una simbiosis fijadora de nitrógeno. Esta imagen de gran aumento muestra parte de una célula con bacteroides individuales dentro de sus simbiosomas. En esta imagen se aprecia retículo endoplásmico, dictisoma y pared celular.

Las leguminosas liberan compuestos orgánicos como metabolitos secundarios llamados flavonoides desde sus raíces, que atraen a los rizobios hacia ellos y que también activan los genes nod en las bacterias para producir factores de nodulación e iniciar la formación de nódulos. Estos factores inician el rizado del pelo radical. El rizado comienza con la punta del pelo radical rizándose alrededor del rizobio. Dentro de la punta de la raíz, se forma un pequeño tubo llamado hilo de infección, que proporciona una vía para que el rizobio viaje hacia las células epidérmicas de la raíz a medida que el pelo radical continúa rizándose.
El rizado parcial incluso se puede lograr solo con el factor de nodulación. Esto se demostró mediante el aislamiento de dichos factores y su aplicación a partes del pelo radical, los cuales se rizaron en la dirección de la aplicación, lo que demuestra la acción de un pelo radical que intenta rizarse alrededor de una bacteria. Incluso la aplicación en las raíces laterales provocó rizado. Esto demostró que es el factor de nodulación en sí mismo, no la bacteria, la que causa la estimulación del rizado.
Cuando el factor de nodulación es detectado por la raíz, ocurren una serie de cambios bioquímicos y morfológicos: se desencadena la división celular en la raíz para crear el nódulo, y el crecimiento del pelo radical se redirige para enroscarse alrededor de la bacteria varias veces hasta que encapsula completamente una o más bacterias. Las bacterias encapsuladas se dividen varias veces, formando una microcolonia. Desde esta microcolonia, las bacterias ingresan al nódulo en desarrollo a través del hilo de infección, que crece a través del pelo radical hasta la parte basal de la célula de la epidermis y luego hacia el córtex de la raíz; luego se rodean por una membrana simbiosómica derivada de plantas y se diferencian en bacteroides que fijan nitrógeno.
La nodulación efectiva tiene lugar aproximadamente cuatro semanas después de la siembra del cultivo, y el tamaño y la forma de los nódulos dependen del cultivo. Los cultivos como la soja o el maní tendrán nódulos más grandes que las leguminosas forrajeras como el trébol rojo o la alfalfa, ya que sus necesidades de nitrógeno son mayores. El número de nódulos y su color interno indicarán el estado de fijación de nitrógeno en la planta.

## Conexión a la estructura de la raíz

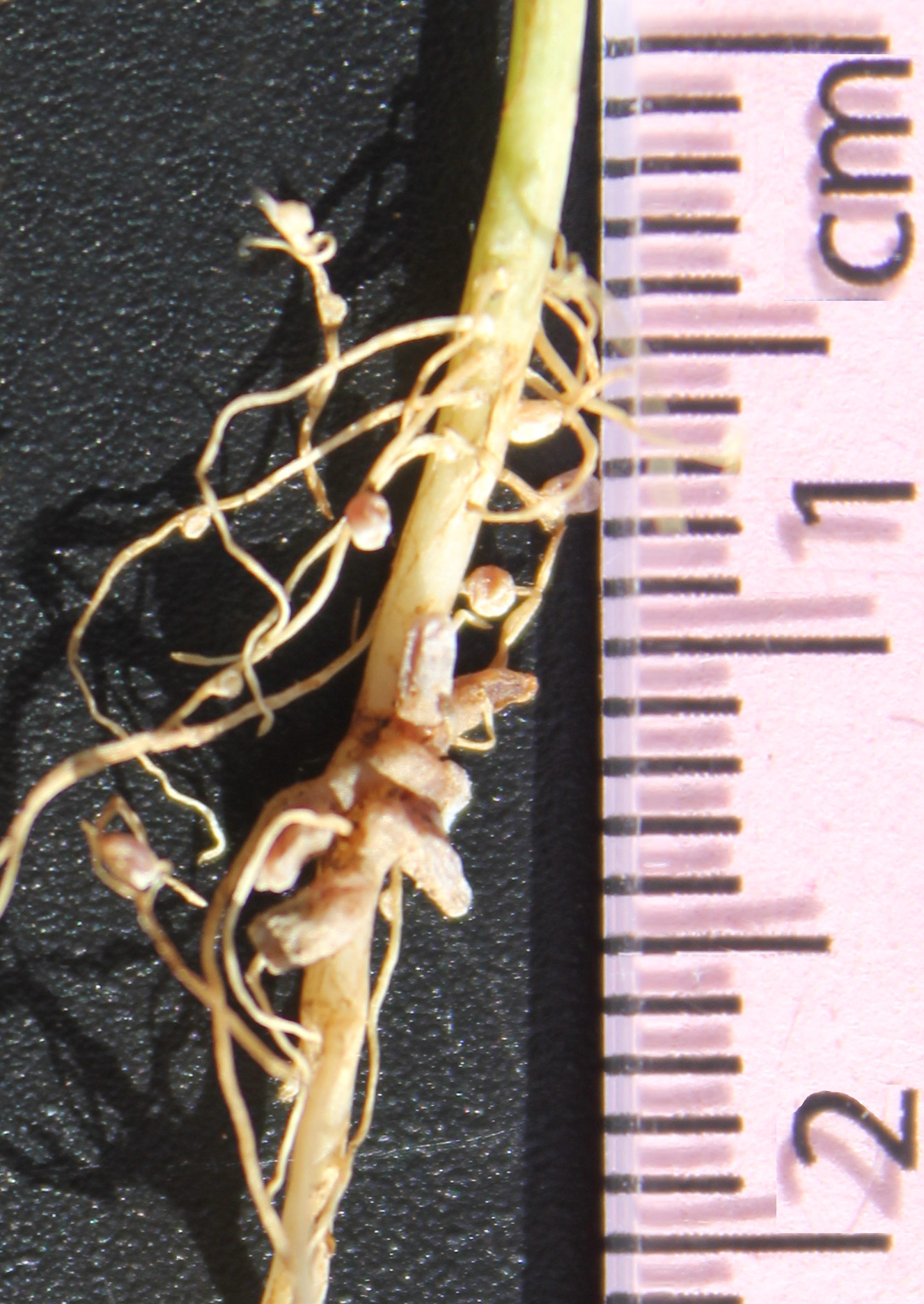
Nódulos fijadores de nitrógeno en una raíz de trébol.

Los nódulos radiculares aparentemente han evolucionado tres veces dentro de las fabáceas, pero son raros fuera de esa familia. La propensión de estas plantas a desarrollar nódulos radiculares parece estar relacionada con su estructura radicular. En particular, una tendencia a desarrollar raíces laterales en respuesta al ácido abscísico puede permitir la evolución posterior de los nódulos radiculares.

## En otras especies
Los nódulos radiculares que se encuentran en géneros no leguminosos como Parasponia en asociación con la bacteria Rhizobium y los que surgen de interacciones simbióticas con la actinobacteria Frankia en algunos géneros de plantas como Alnus, varían significativamente de los formados en la simbiosis leguminosa-rizobios. En estas simbiosis, las bacterias nunca se liberan del hilo de infección. Frankia nodula aproximadamente doscientas especies en los siguientes órdenes (familias entre paréntesis): Cucurbitales (Coriariaceae y Datiscaceae), Fagales (Betulaceae, Casuarinaceae y Myricaceae), Rosales (Rhamnaceae, Elaeagnaceae y Rosaceae). Las simbiosis actinorrizales representan aproximadamente la misma cantidad de fijación de nitrógeno que las simbiosis rizobianas. Todos estos órdenes, con los Fabales, forman un solo clado fijador de nitrógeno dentro del clado más amplio de Rosidae.
Algunos hongos producen estructuras nodulares conocidas como ectomicorrizas tuberculadas en las raíces de sus plantas hospedantes. Suillus tomentosus, por ejemplo, produce estas estructuras con su planta hospedante pino lodgepole (Pinus contorta var. Latifolia). A su vez, se ha demostrado que estas estructuras albergan bacterias fijadoras de nitrógeno que aportan una cantidad significativa de nitrógeno y permiten que los pinos colonicen sitios pobres en nutrientes.